# Parlozi
Parlozi (szerbül: Парлози), település Bosznia-Hercegovinában, a Szerb Köztársaságban, Teslić községben.

## Fekvése
A település Bosznia-Hercegovina középső részének északi szélén, Dobojtól légvonalban 37, közúton 56 km-re nyugatra, községközpontjától légvonalban 22, közúton 31 km-re északnyugatra, az Ukrina jobb oldali mellévize, a Mikleuša-patak forrásvidékén, 320-440 méteres magasságban található. 

## Népessége
| Nemzetiségi csoport | Népesség 1991 | Népesség 2013 |
| ------------------- | ------------- | ------------- |
| Szerb               | 207           | 63            |
| Bosnyák             | 0             | 0             |
| Horvát              | 0             | 1             |
| Jugoszláv           | 0             | 0             |
| Egyéb               | 2             | 0             |
| Összesen            | 209           | 64            |

## Története
A neves szerb író és publicista, Dragiša Vasić szerint Parlozi az egykori šnjegotinai falucska neve az elhanyagolt, elhagyatott, megműveletlen föld jelentésű magyar „parlag” szóból származik. A szerb lakosságú település 1878-ig tartozott az Oszmán Birodalomhoz, ekkor a berlini kongresszus határozata alapján az Osztrák-Magyar Monarchia része lett. 1879-ben az első osztrák-magyar népszámlálás során a Tešanji járáshoz és Ranković községhez tartozó Šnjegotina Omerbegova településnek, melynek Palozi is része volt, 31 háztartása és 292 ortodox szerb lakosa volt. 1910-ben a Tesanji járáshoz tartozó Šnjegotina Omerbega településen 61 háztartást és 535 ortodox lakost találtak. A monarchia szétesésével 1918-ban előbb a Szerb-Horvát-Szlovén Királyság, majd 1929-től a Jugoszláv Királyság része lett. 1921-ben a Tesanji járáshoz tartozó Šnjegotina Omerbegova falunak 556 lakosa volt, mind ortodox szerbek. Az 1929-es törvény értelmében, amikor Bosznia-Hercegovinát négy banovinára, Drinskára, Vrbaskára, Zetskára és Primorskára osztották, a település a Vrbaska banovina része lett, amelynek székhelye Banja Luka volt. Jugoszlávia megszállása után a Független Horvát Állam (NDH) része lett. A második világháború után 1992-ig a település a szocialista Jugoszlávia keretében a Bosznia-Hercegovinai Népköztársaság része volt. A boszniai háborút lezáró daytoni békeszerződést követő területfelosztásnál a Szerb Köztársaság területéhez került.